# Volvo PV650
Die Volvo PV 650-Serie war eine Reihe von PKW-Modellen, die von 1929 bis 1937 von Volvo gebaut wurde. Der Modellname stand für PersonVagn (dt.: Personenkraftwagen), 6-Zylinder-Motor, 5 Sitze; die dritte Ziffer gibt die jeweilige Version an.

## PV 650–652
Volvo begann bereits 1926 mit der Planung eines größeren Nachfolgers für ihre ersten Vierzylindermodelle ÖV 4 und PV 4. Der schwedische Automobilmarkt wurde damals von US-amerikanischen Modellen dominiert und Volvo brauchte einen größeren Sechszylinderwagen, um dort konkurrieren zu können.
Der Volvo PV 651 wurde im April 1929 eingeführt. Der neue Wagen hatte ein stärkeres Fahrgestell, das mit der stärkeren Maschine zurechtkam. Der Aufbau wurde in traditioneller Gemischtbauweise hergestellt, also mit einem Holzrahmen, der mit Blech verkleidet war. Der 3010 cm³ große DB-Motor mit siebenfach gelagerter Kurbelwelle und stehenden Ventilen war langhubig (76,2 × 110 mm) ausgelegt und 5,1:1 verdichtet. Er leistete 55 PS (40 kW) bei 3000/min. Das Dreiganggetriebe war nicht synchronisiert.
Im Frühjahr 1930 folgte der Volvo PV 652 mit geänderter Innenausstattung und geändertem Armaturenbrett. Der Motor erhielt einen neuen Vergaser, aber die wichtigste Änderung war die Einführung hydraulisch betätigter Bremsen. 1931 wurde das Dreiganggetriebe durch ein ebenfalls nicht synchronisiertes Vierganggetriebe ersetzt. Im Januar 1932 erhielt der PV 652 den etwas aufgebohrten (79,4 × 110 mm) EB-Motor mit 3366 cm³Hubraum und 65 PS (48 kW) bei 3200/min. Das Getriebe hatte wieder drei Gänge, der 2. und der 3. Gang waren synchronisiert.
Volvo lieferte auch Fahrgestelle aus, auf denen Kleinlastwagen, Ambulanzwagen und Leichenwagen aufgebaut wurden. Eine kleine Zahl von Fahrzeugen der PV 650-Serie wurden auch mit zweitürigen Coupé- und Cabriolet-Karosserien ausgestattet.

### Versionen
- PV 650: Fahrgestell. 1929–1934. 206 Stück.
- PV 651: Limousine mit Seilzugbremsen. 1929–1930.
- PV 652: Limousine mit hydraulischen Bremsen. 1930–1933.

Gesamtproduktion von PV 651 / PV 652: 2176 Stück.

## PV 653–655
Im Herbst 1933 erhielten die Volvo-Sechszylindermodelle erneut ein stärkeres Fahrgestell mit X-förmig angeordneten Trägern, kleineren 17″-Felgen und Ganzstahlkarosserien. Nur der Mittelteil des Daches war noch mit Kunstleder bespannt. Die Karosserien bekamen neue Kotflügel, Windschutzscheibe und Kühlergrill waren leicht nach hinten geneigt, um den Luftwiderstand zu verringern. Die Mechanik der Wagen blieb unverändert.
Volvo bot zwei Versionen an: Das Standardmodell PV653 und das Luxusmodell PV654. Das Luxusmodell hatte eine bessere Innenausstattung, Reserveräder an beiden vorderen Kotflügeln, verchromte Hupen und doppelte Rückleuchten.

### Versionen
- PV 653: Standardmodell 1933–1934. 230 Stück.
- PV 654: Luxusmodell. 1933–1934. 361 Stück.
- PV 655: Fahrgestell. 1933–1935. 62 Stück.

## PV 656–659
1935 sah das Styling der PV 650-Serie schon ziemlich altbacken aus. Die Karosserien waren im Prinzip seit 1929 gleich geblieben. Aber Volvo überarbeitete die Modelle noch einmal. Die neuen PV658 / PV659-Modelle erhielten den EC-Motor mit 3670 cm³ Hubraum, 86 PS (63 kW) und einen Kühlergrill in leichter V-Form.
Die Limousinen wurden 1936 durch das Modell PV 51 ersetzt, nur die Fahrgestelle PV656 / PV657 wurden noch ein weiteres Jahr lang gebaut. Der Karosseriebaubetrieb Nordberg in Stockholm baute einige viertürige Cabriolets auf dem PV657-Chassis.

### Versionen
- PV 656: Fahrgestell mit 2950 mm Radstand. 1935–1936. 16 Stück.
- PV 657: Fahrgestell mit 3550 mm Radstand. 1935–1937, 55 Stück.
- PV 658: Standardmodell. 1935–1936. 301 Stück.
- PV 659: Luxusmodell. 1935–1936. 170 Stück.

## Galerie

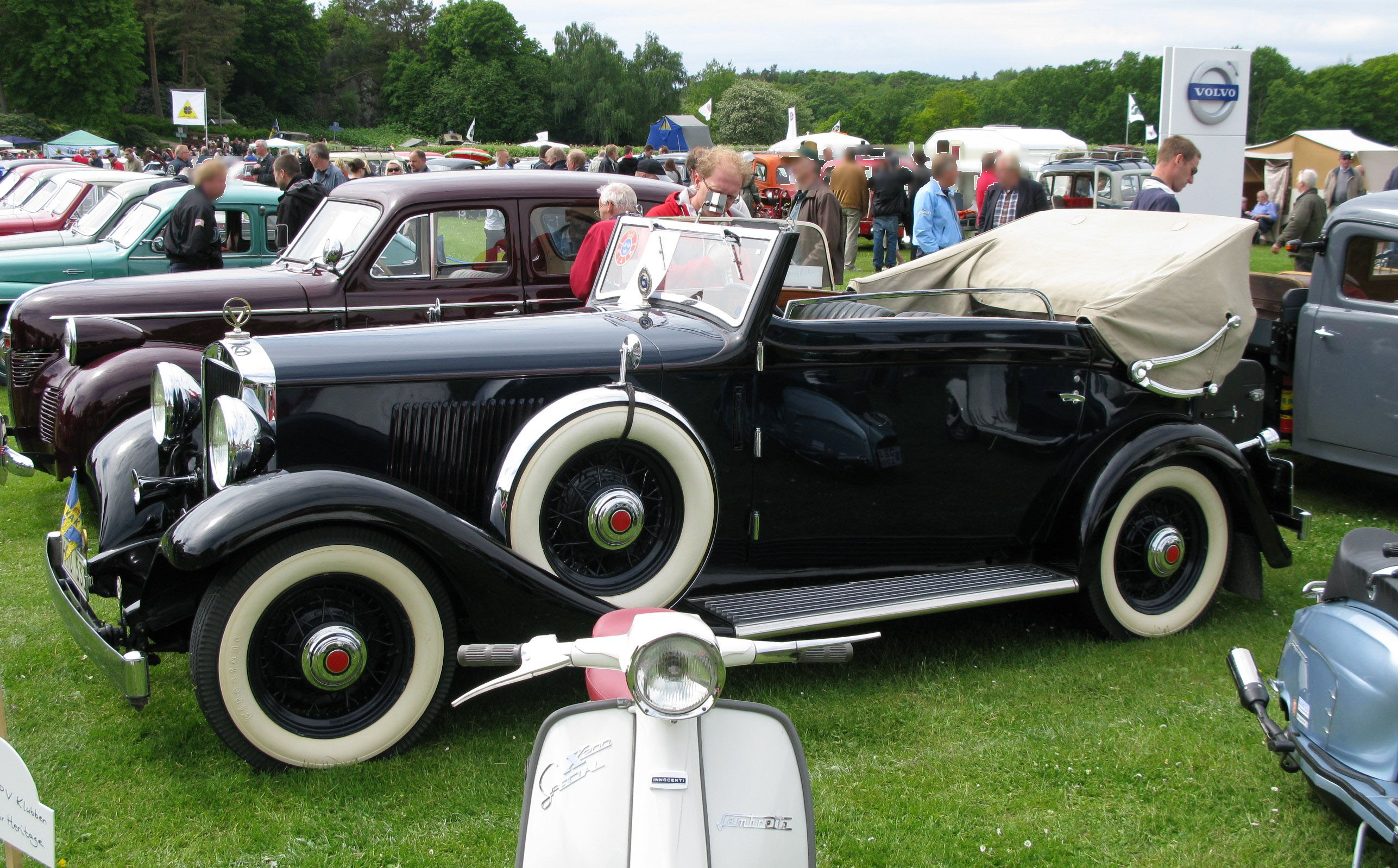
Cabriolet (Einzelstück) PV 655 von schwedischen Karosseriebauer Norrmalm (1933)
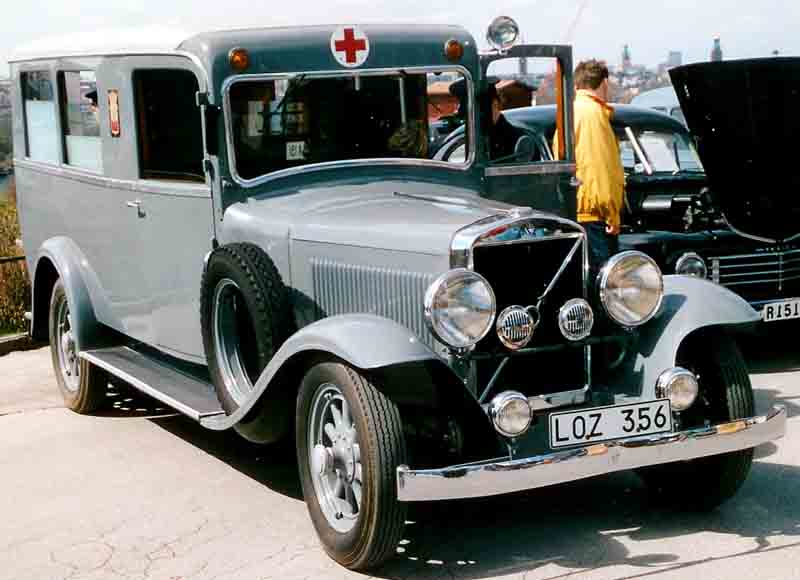
Ambulanzwagen PV655 (1934)